# Декеракт

Проєкція декеракта на площину

Декера́кт — десятивимірний гіперкуб, аналог куба в десятивимірному просторі. Визначається як опукла оболонка з 1024 точок. Він може бути названий за символом Шлефлі {4,38}, будучи складеним з 9-кубів навколо кожної 8-грані. Слово «декеракт» — портманто з слів «тесеракт» і грец. δεκα — десять вимірювань. Також він може бути названий як ікосаксеннон або ікоса-10-топ від грец. εικοσα — двадцять і топ — 10-політоп. Політоп, двоїстий до 10-куба, називається 10-ортоплекс (або 10-гіпероктаедр).

## Властивості
Його 10-гіпероб'єм можна обчислити за формулою {\displaystyle V_{10}=a^{10}}
9-гіперплоща поверхні обчислюється за формулою:{\displaystyle V_{9}^{\text{surface}}=20a^{9},}
де {\displaystyle a} — довжина ребра.

## Склад

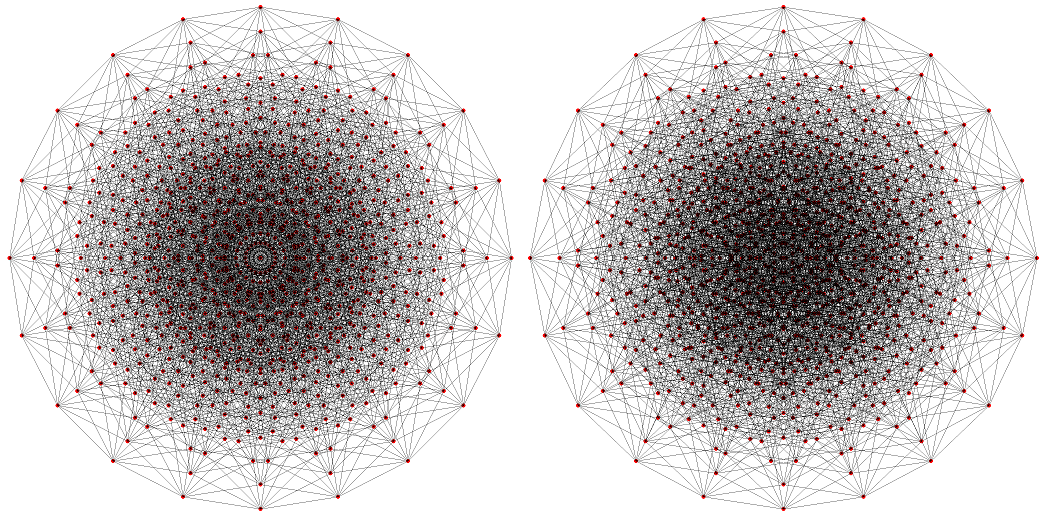
Стереопара проєкції Декеракта.

Декеракт складається з:
- 20 еннерактів
- 180 октерактів
- 960 хептерактів
- 3360 хексерактів
- 8064 пентеракта
- 13440 тесерактів
- 15360 кубів або комірок
- 11520 квадратів або граней
- 5120 відрізків або ребер
- 1024 точки або вершини

## Інші назви
- 10-куб
- 10-гіперкуб